# Элизабет, Шеннон
Шеннон Элизабет Фадал (англ. Shannon Elizabeth Fadal; 7 сентября 1973 года, Хьюстон, Техас, США), известная как Шеннон Элизабет — американская актриса, в прошлом модель. Обрела популярность после выхода на экраны молодёжных комедий «Американский пирог», «Очень страшное кино» и «Джей и Молчаливый Боб наносят ответный удар». Также известна своими ролями в фильмах ужасов «Тринадцать привидений», «Оборотни» и «Ночь демонов». После исполнения роли чешки Нади в «Американском пироге» стала широко известна как секс-символ.

## Биография
Отец Шеннон — ливанец-сириец по происхождению, а её мать имеет английские, ирландские, немецкие и черокские корни. Шеннон родилась в Хьюстоне (Техас), выросла в Уэйко.
Она росла в условиях бедности. В старших классах увлекалась теннисом и даже думала заняться им профессионально. До начала съёмок в кино она работала моделью.

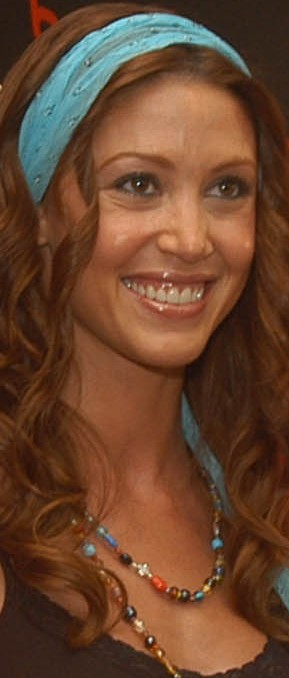
Шеннон Элизабет в июле 2005 года.

Элизабет снялась в нескольких проектах, включая фильм ужасов «Снеговик» (1997) и «Сорвиголовы» (2000), не имевших кассового успеха. Известность пришла к актрисе после того, как она сыграла в молодёжной комедии «Американский пирог» в 1999 году. Затем последовали роли в нескольких голливудских фильмах, в том числе «Очень страшное кино», «Джей и Молчаливый Боб наносят ответный удар» и «Мартовские коты». После появления в последнем сезоне телесериала «Один на один» телевизионной сети UPN Шеннон Элизабет исполнила одну из главных ролей в дочернем ситкоме Cuts. Оба сериала были закрыты в 2006 году. Элизабет также снялась в нескольких эпизодах «Шоу 70-х».
В августе 1999 года она позировала обнажённой для мужского журнала Playboy, а в 2000 и 2003 годах появлялась на страницах журнала Maxim. В июне 2008 года Шеннон появилась на обложке Maxim. Образ и голос Серены Сен-Жермен из компьютерной игры 2004 года «James Bond 007: Everything or Nothing» также принадлежат ей.
Актриса была приглашённой звездой в одном из эпизодов телепроекта NBC «Слава Богу, ты пришёл!» наряду с Томом Грином, Челси Хэндлер и Джорджем Такеи. Элизабет была в числе участников шестого сезона «Танцев со звёздами» в паре с Дереком Хафом. Она стала седьмой исключённой в этом сезоне шоу звездой. В клипе на песню Криса Брауна «Next To You» Шеннон выступила в качестве его девушки.

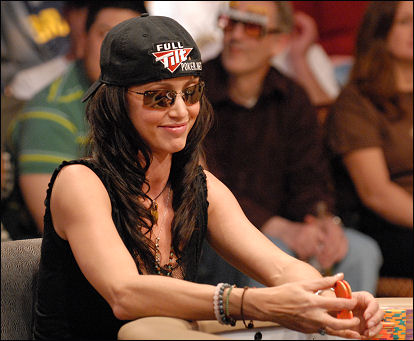
В 2007 году на Национальный чемпионат по покеру (NBC), проводимом NBC.

Шеннон Элизабет считается «одним из ведущих игроков в покер среди знаменитостей», а сама актриса назвала своё увлечение покером «второй карьерой».
Она посещает Лас-Вегас до трёх раз в месяц, чтобы поучаствовать в игре в покер с лучшими игроками США. Элизабет принимала участие в Главном Событии Мировой серии покерных игр 2005 года под руководством Дэниела Негреану и выиграла специальный турнир в честь открытия новой покер-комнаты в отеле Caesars Palace в январе 2006 года, победив 83 знаменитости и профессиональных игрока в борьбе за 55 000 долларов.
В Мировой серии покерных игр в 2006 и 2007 годах она обналичила выигрыш четыре раза, но рано «вылетала» из Главного события. В 2007 году Шеннон вышла в полуфинал Национального чемпионата по покеру за один стол вместе с лучшими профессиональными игроками, проиграв Полу Васике. Среди побеждённых ею противников были Джефф Мэдсен, Барри Гринштейн и Умберто Бренес. В мае 2010 года Элизабет приняла участие в игре за команду Ливана на Мировом событии в Лас-Вегасе.

## Личная жизнь

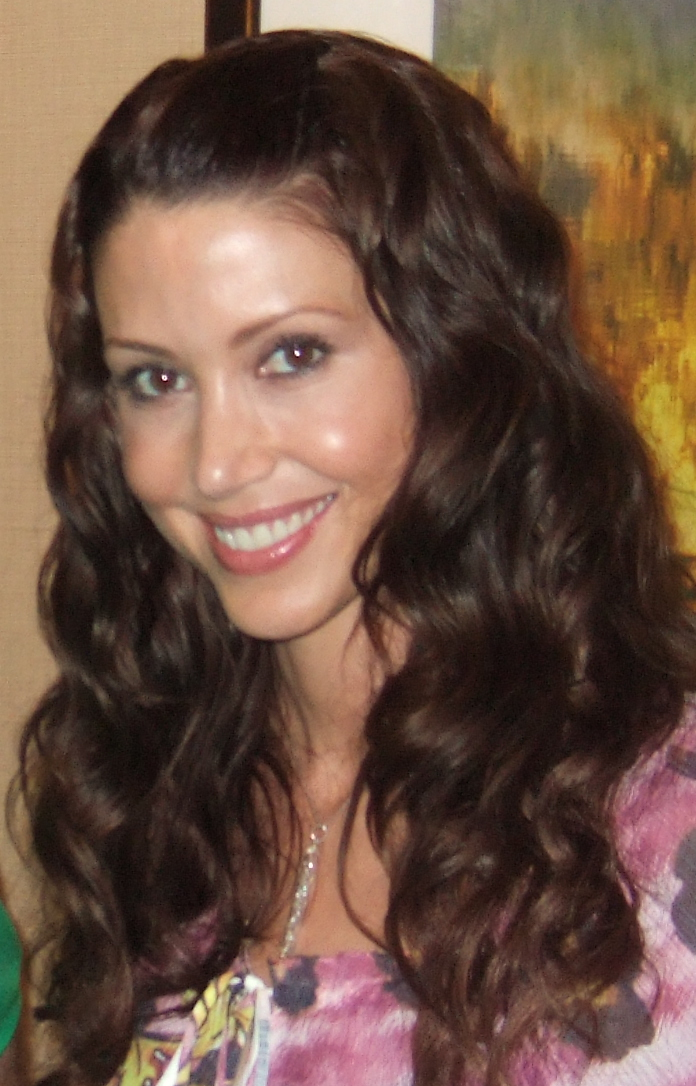
Элизабет в октябре 2012 года.

Элизабет состояла в отношениях с актёром Джозефом Рейтманом на протяжении 10 лет, в том числе три года в браке. Пара разошлась в марте 2005 года. Элизабет подала на развод спустя три месяца. После событий 11 сентября Шеннон записала рекламный ролик, в котором заявила: «Я наполовину арабка, но я на все 100 процентов американка. Всё происходящее влияет на меня так же, как и на всех остальных».
После исключения из шоу Танцы со звёздами в апреле 2008 года Элизабет начала встречаться с Дереком Хафом, своим партнёром по танцам на шоу. Их отношения закончились в августе 2009 года, о чём они заявили в своих блогах в Twitter.
Элизабет является кузиной известной на телевидении журналистки Тамсен Фадал.

## Фильмография
| Год       |    | Русское название                            | Оригинальное название                           | Роль               |
| --------- | -- | ------------------------------------------- | ----------------------------------------------- | ------------------ |
| 1996      | с  |                                             | Hang Time                                       | Николь             |
| 1996      | с  | Арлисс                                      | Arli$$                                          | Аня Словачек       |
| 1997      | с  | Шаг за шагом                                | Step by Step                                    | Синди              |
| 1997      | ф  | Взрыв                                       | Blast                                           | Заложница          |
| 1997      | ф  | Снеговик                                    | Jack Frost                                      | Джилл Мецнер       |
| 1998      | с  | Полицейские на велосипедах                  | Pacific Blue                                    | Джо                |
| 1998      | тф | Спецотряд «Лезвие»                          | Blade Squad                                     |                    |
| 1999      | тф |                                             | Dying to Live                                   | Ванесса Каннингхем |
| 1999      | ф  | Американский пирог                          | American Pie                                    | Надя               |
| 1999      | с  | Добро против зла                            | G vs E                                          | Черри Вэленс       |
| 1999      | ф  |                                             | Seamless: Kidz Rule                             | Николь             |
| 2000      | ф  | Очень страшное кино                         | Scary Movie                                     | Баффи Гилмор       |
| 2000      | тф | Сорви-головы                                | Dish Dogs                                       | Энни               |
| 2000      | ф  | Выселенный                                  | Evicted                                         | Принцесса          |
| 2001      | ф  | Мартовские коты                             | Tomcats                                         | Натали Паркер      |
| 2001      | ф  | Американский пирог 2                        | American Pie 2                                  | Надя               |
| 2001      | ф  | Джей и Молчаливый Боб наносят ответный удар | Jay and Silent Bob strike back                  | Джастис            |
| 2001      | ф  | Тринадцать привидений                       | Thir13en Ghosts                                 | Кэти Критикос      |
| 2002      | с  | Журнал мод                                  | Just Shoot Me!                                  | Карен              |
| 2002      | с  | Не в центре                                 | Off Centre                                      | Доун               |
| 2002      | с  | Сумеречная зона                             | The Twilight Zone                               | Сондра Ломакс      |
| 2003      | тф | Афера века                                  | The Crooked E: The Unshredded Truth About Enron | Кортни             |
| 2003      | ф  | Реальная любовь                             | Love Actually                                   | Хэррьет            |
| 2003—2005 | с  | Шоу 70-х                                    | That '70s Show                                  | Брук               |
| 2004      | ф  | Каникулы Джонсонов                          | Johnson Family Vacation                         | Кришель Рене Будро |
| 2004      | с  | Один на один                                | One on One                                      | Тиффани Шервуд     |
| 2005      | с  | Царь горы                                   | King of the Hill                                | Кэнди              |
| 2005      | ф  | Оборотни                                    | Cursed                                          | Беки               |
| 2005      | тф | Откровения юной невесты                     | Confessions of an American Bride                | Сэм                |
| 2005      | ф  | Малыш и я                                   | The Kid & I                                     | Шелби Ромен        |
| 2007      | ф  | Штука                                       | The Grand                                       | Тони               |
| 2008      | ф  | Игроки                                      | Deal                                            | Мишель             |
| 2008      | тф | Ты принадлежишь мне                         | You Belong to Me                                | Алекс Уилсон       |
| 2009      | ф  | Ночь демонов                                | Night of the Demons                             | Энджела Фелд       |
| 2011      | ф  | Это не ты                                   | A Novel Romance                                 | Ади Шварц          |
| 2012      | ф  | Американский пирог: Все в сборе             | American Pie: Reunion                           | Надя               |
| 2012      | ф  | Зелёная история                             | A Green Story                                   | Келли              |
| 2013      | тф | Поймать Рождественскую звезду               | Catch a Christmas Star                          | Никки Крэндон      |
| 2014      | ф  | Изгой                                       | The Outsider                                    | Марго              |
| 2015      | ф  | Маршалл — чудо собака                       | Marshall’s Miracle                              | Синтия Вилленброк  |
| 2019      | ф  | Джей и Молчаливый Боб: Перезагрузка         | Jay and Silent Bob Reboot                       | Джастис            |
| 2023      | ф  | Смерть на границе                           | Death on the Border                             | Мэдди              |